# Vidovec
Vidovec är en ort i Kroatien.   Den ligger i länet Varaždin, i den norra delen av landet, 60 km norr om huvudstaden Zagreb. Vidovec ligger 175 meter över havet och antalet invånare är 851.
Terrängen runt Vidovec är huvudsakligen platt, men söderut är den kuperad. Runt Vidovec är det ganska tätbefolkat, med 62 invånare per kvadratkilometer. Närmaste större samhälle är Varaždin, 7,8 km öster om Vidovec. Trakten runt Vidovec består till största delen av jordbruksmark.